# Cantó de Dol-de-Bretagne
El cantó de Dol-de-Bretagne (bretó Kanton Dol) és una divisió administrativa francesa situat al departament d'Ille i Vilaine a la regió de Bretanya.

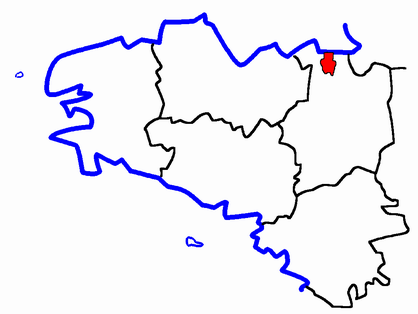
Situació del cantó

## Composició
El cantó aplega 8 comunes:
| Nom francès       | Nom bretó    | Població | km²    | Codi Postal | Codi INSEE |
| Baguer-Morvan     | Bagar-Morvan | 1.337    | 23,11  | 35120       | 35009      |
| Baguer-Pican      | Bagar-Bihan  | 985      | 15,63  | 35120       | 35010      |
| Cherrueix         | Kerruer      | 955      | 12,69  | 35120       | 35078      |
| Dol-de-Bretagne   | Dol          | 4.563    | 15,53  | 35120       | 35095      |
| Epiniac           | Sperneg      | 1.078    | 23,77  | 35120       | 35104      |
| Le Vivier-sur-Mer | Gwiver       | 1.009    | 2,24   | 35960       | 35361      |
| Mont-Dol          | Menez-Dol    | 1.095    | 26,44  | 35120       | 35186      |
| Roz-Landrieux     | Roz-Lanrieg  | 1.057    | 18,10  | 35120       | 35246      |
| Cantó             | Dol          | 12.079   | 137,51 | -           | 3511       |

## Evolució demogràfica
| 1962   | 1968   | 1975   | 1982   | 1990   | 1999   |
| ------ | ------ | ------ | ------ | ------ | ------ |
| 11.923 | 11.541 | 11.626 | 11.825 | 12.065 | 12.079 |

## Història
| Data d'elecció                           | Identitat          | Partit                    | Qualitat |
| ---------------------------------------- | ------------------ | ------------------------- | -------- |
| -2001                                    | Michel Esneu       | RPR                       |          |
| 2001-2008                                | Joseph Gardan      | Unió pel Moviment Popular |          |
| 2008-                                    | Jean-Luc Bourgeaux | Divers droite             |          |
| les dades anteriors no són pas conegudes |                    |                           |          |
|                                          |                    |                           |          |